# Sušice (Uherské Hradiště-i járás)
Sušice település Csehországban, a Uherské Hradiště-i járásban.  Lakosainak száma 670 fő (2024. január 1.).

## Népesség
A település lakosságának változását az alábbi diagram mutatja:
| Lakosok száma | 206  | 268  | 317  | 493  | 527  | 502  | 597  | 611  | 651  | 670  |
|               | 1869 | 1890 | 1921 | 1950 | 1980 | 2001 | 2017 | 2019 | 2022 | 2024 |